# Nisueta flavescens
Nisueta flavescens là một loài nhện trong họ Sparassidae.
Loài này thuộc chi Nisueta. Nisueta flavescens được Lodovico di Caporiacco miêu tả năm 1941.